# Steropleurus martorellii
Steropleurus martorellii är en insektsart som först beskrevs av Bolívar, I. 1878.  Steropleurus martorellii ingår i släktet Steropleurus och familjen vårtbitare.

## Underarter
Arten delas in i följande underarter:
- S. m. angulatus
- S. m. martorellii